# Jan Lundin
Jan Lundin   (Estocolm, 3 de setembre de 1942 - Åkersberga, 10 de maig de 2023) fou un nedador suec, especialista en estil lliure, que va competir durant la dècada de 1960.
En el seu palmarès destaquen tres medalles de bronze al Campionat d'Europa de natació, en el 4×100 metres lliures el 1962 i en el 4x100 i 4×200 metres lliures el 1966. Va formar part de l'equip que millorà el rècord d'Europa del 4×200 metres lliures el 1963. Va guanyar deu campionats nacionals, sis en piscina gran i quatre en piscina de 25 metres.
El 1964 va prendre part en els Jocs Olímpics d'Estiu de Tòquio, on va disputar dues proves del programa de natació. En ambdues, els 4x100 metres lliures i 4x200 metres lliures fou cinquè.